# 性的ロールプレイ

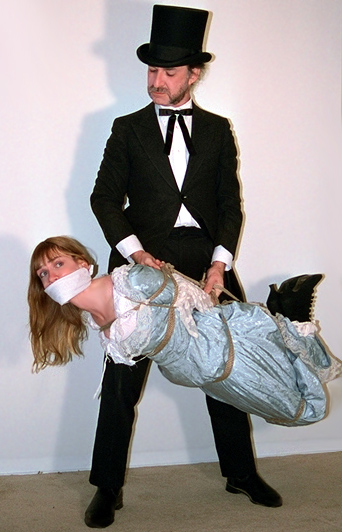
性的ロールプレイ

性的ロールプレイ（せいてきロールプレイ、英: sexual roleplaying）とは性行為においてある種の役割を演じること、または服装への偏愛などから後述する衣装などを着て性行為を行うことを指す。

## 概念
本来は心理学において、治療や自身の問題行動の自認のために行なわれる人間関係の再確認のロールプレイ。日本では「ごっこ遊び」という呼び方で子供の遊びとして認識されているものが概念的に近い。
性的ロールプレイと言った場合、基本的にはポルノ映画やアダルトビデオなどに見られる役柄が典型と言える。医師と看護師などの役割をパートナーと演じることにより性的興奮を高めるものである。
こうした性的な役割は普段人々が抱いている妄想の実現や現実の力関係の逆転、タブーを犯す歓びを擬似的に得ることを主な目的としている。
通常の性行為でも用いられるが、SMプレイにおいても主人と奴隷という役割を認識しやすくするために何らかのロールプレイになることが多い。また役柄は人間に限らず動物（犬など）としたり、椅子やベッドなど非生物にすることもある。より雰囲気を楽しむためにコスプレの側面も持つ。これら一連の遊戯は性風俗産業においてはSMクラブやイメージクラブと呼ばれる店で行われることが多いが、近年は単なるコスプレになっていることも少なくない。

## 性行為上の性的ロールプレイ
性行為において俗にコスプレ、コスチューム・プレイと呼ばれる行為は女性のみまたは男女共にが特定の職業を想起させる制服、あるいは学校制服などの児童・生徒・学生を想起させる服を着て性欲を満たすことを指し、コスプレという言葉の一般的認知とともに広がった。
元々のコスプレ（以下「原義」とする）では（コスチュームを用いてキャラクターを）「演ずる」という意味の「プレイ」であるのに対し、性風俗用語では「性的プレイをする」意味の「プレイ」である（原義について、詳しくはコスプレの記事を参照）。

### 概要
具体的に使われる服装としては看護師・警察官・スチュワーデス・エレベーターガール・レースクイーン・レディーススーツ・メイド服などの職場で着用する制服・ユニフォーム、学校で着用する学校制服・体操着・スクール水着など、その他にレオタード・水着・ジャージ・ドレスなどが用いられることが多い。コスプレ衣装の下に下着を着用する場合と着用しない場合がある。
風俗店などで風俗嬢が着用してプレイに活用することもある。特にイメージクラブなどではイメージプレイをする手助けとして、片方もしくは双方がコスチュームを着用してのプレイを行えるようにしている店も多い。またアダルトビデオの中には漫画やアニメやゲームなどのキャラクターの衣服を模した服装、すなわち原義のコスプレをテーマとしたものもある。従来これら全般を指す場合、制服物と称されたが、現代ではコスプレという用語が一般に定着したことでコスプレ物という呼び方に置き換えられることも多くなった。
職場・学校・スポーツなど日常生活で現在着用または過去に着用していた、あるいは今後着用予定の上記衣装を着てプレイするケースと上記衣装をロールプレイ目的で新たに購入し、着用してプレイするケースがある。
一例として、体操着では近年、学校でブルマーを使用されなくなった事を受け、学生時代にブルマーを穿いたことの無い女性がロールプレイで初めてブルマーを購入した上で着用しプレイするケースがある。購入する場合新品を購入するケースと中古品を購入するケースがあり、中古品を購入するケースではブルセラショップも購入先とする場合があるが、近年ブルセラショップ自体規制の影響で減少傾向にある。
アダルトグッズショップなどでは上記衣装の他にその延長線上として、これらと共にアニメやゲームのコスプレ衣装を取り扱う店も増えている。その出来も年々よくなっており店の中には半ばコスプレ衣装専門店のような状態で、指摘されなければアダルト系グッズの取扱店だと気づかないこともある。ただこうした店で取り扱うものは性的プレイで使うことが前提となっている商品であり、職場や学校で使用されないメーカーが製作したものであったり、職場や学校で通常使用している服やいわゆるコスプレイヤーが着ている服に比べると縫製が雑で使用しているうちにほつれて分解したり極端に露出度が高かったりすることが多いというのは念頭に置いておくべきであろう。
性交以外の性行為時はコスプレを着用していても性交時にはコスプレを含めて被服を全部脱いで全裸になる場合と、コスプレなどの被服を着用したまま行う着衣セックスの場合がある。
2人以上の女性を相手にする場合、女性全員に同じ服装をさせる場合と、女性ごとに異なる服装をさせる場合がある。

### コスプレ風俗
性風俗業界の中には、対象年齢層を比較的若年に絞込みいわゆるおたく層を取り込むため、おたく色を前面に出したイメクラも現れた。
そうした店では「原義としてのコスプレ」が根底要素となっておりアニメやゲームのキャラクターの衣装を着用した風俗嬢とのプレイが基本であり、また風俗嬢もアニメやゲームに精通した女性を起用しているなど風俗嬢と客、双方の趣味嗜好がマッチするため比較的快適にプレイができる傾向がある。
現在はこのような形態の風俗店が全国各地にできており、業態もイメクラだけでなくデリバリーヘルスなどでも行われている。最近ではコスプレ系飲食店、特にメイド喫茶の急増もありメイド系を意識した店舗が増加傾向にある。また風俗嬢（特にソープ嬢）によっては非おたく向けの店であっても自前でコスプレ衣装を持ち込んでのプレイが可能であったり、おたく的趣味を公言している場合もある。
2006年4月には、神奈川県川崎市にメイドカフェとソープランドを融合させた店も誕生し、他にもメイド系風俗を謳う風俗店が続々登場しているが「本質的」なメイドとはかけ離れたものが大半である（詳しくはメイドの項を参照のこと）。
メイド風俗においても本来のメイドを追求し、そうした本質を加味した上での性的サービスの提供を図る店も現れ始めており、この業界の今後動向が注目される。
ゴシック・アンド・ロリータを主題としたアダルトビデオも複数存在する。ゴシック・アンド・ロリータを愛好する星月まゆらのようなAV女優も存在する。
また、ゴシック・アンド・ロリータをテーマとしたキャラクターが複数のアダルトゲームに登場している。アダルトゲームでは2004年に 19世紀末イギリスを舞台としたゴスロリ・コスプレ陵辱ADV『黒薔薇は夜に咲く』がd-angelから発売されている。この『黒薔薇は夜に咲く』公式サイトでは「ゴスロリファッションを楽しむために、たとえHシーンでも全裸はなし。常に衣装を纏ってのHのみ!!」をこだわりとして謳っている。また2007年にミルフィーユから発売されたゴスロリ悪魔っ娘陵辱ADV『魔が堕ちる夜 デーモニックプリンセス』でも「コスチュームを全て脱がしきらない「半脱がし」状態でのHシーン」へのこだわりを謳っている。漫画でも2006年1月にはキルタイムコミュニケーションから「本邦初のゴスロリ美少女オンリーの成人向けアンソロジーコミック」を謳った『ゴスロリマニアックス』が出版されている。
なお、現実にも「ゴスロリ・メイド専門」を謳ったデリバリーヘルスやゴスロリキャバクラは存在する。